# Strzyżowice (województwo śląskie)
Strzyżowice – wieś w Polsce położona w województwie śląskim, w powiecie będzińskim, w gminie Psary, przy drodze wojewódzkiej nr 913. 

## Historia
Pierwsze wzmianki pisemne dotyczące istnienia wsi pochodzą z 1120 roku w dokumentach nadawczych klasztoru na Zwierzyńcu (zob. kościół św. Augustyna i św. Jana Chrzciciela w Krakowie). Na przełomie XVIII i XIX wieku na terenie Strzyżowic istniała jedna z pierwszych kopalni węgla kamiennego w Zagłębiu Dąbrowskim. W tym czasie na terenie Strzyżowic znajdowało się sześć kopalni węgla kamiennego: Andrzej II, Jan II, Prywatna, Strzyżowice, Teodor oraz Tadeusz.
Kopalnia Andrzej II była eksploatowana z przerwami w latach 1833–1922. Właścicielem kopalni było Gwarectwo Hrabia Renard. Kopalnia posiadała dwa szyby (o głębokości około 25 m każdy): wentylacyjny-wschód oraz wydobywczo-zjazdowy. Na terenie kopalni znajdował się także budynek administracyjny oraz warsztat mechaniczny. W ostatnich latach istnienia kopalnia zatrudniała około 120 osób. Kopalnia Jan II istniała samodzielnie tylko w latach 1901–1902, a następnie została włączona do kopalni Andrzej II. Kopalnia Prywatna została uruchomiona w 1885 roku, nie wiadomo jak długo trwało wydobycie. Kopalnia Strzyżowice rozpoczęła działanie w 1824 roku, a jej właścicielem był Szolarski. Kopalnia Teodor działała w latach 1878–1884 i należała do Warszawskiego Towarzystwa Kopalń Węgla i Zakładów Hutniczych. Kopalnia Tadeusz istniała w latach 1788–1910. W końcowym okresie działalności (1901–1910) nosiła nazwę Tadeusz II. 
W 1961 roku w Strzyżowicach utworzono parafię Kościoła Polskokatolickiego pw. Matki Bożej Nieustającej Pomocy. Na terenie Strzyżowic znajdowały się złoża wapienia, które były eksploatowane przez cementownię Grodziec. W latach 1975–1998 miejscowość położona była w województwie katowickim. W miejscowości znajduje się Zespół Szkolno-Przedszkolny nr 1.

## Wspólnoty wyznaniowe
- Kościół rzymskokatolicki:
  - parafia Najświętszej Maryi Panny Królowej Świata
- Kościół polskokatolicki:
  - parafia prokatedralna Matki Bożej Nieustającej Pomocy